# 칼루타라
칼루타라(싱할라어: කළුතර, 타밀어: களுத்துறை)는 스리랑카 서부주 칼루타라구의 행정 중심지이다.

## 같이 보기
- 칼루타라구